# Pourlans
Pourlans é uma comuna francesa na região administrativa de Borgonha-Franco-Condado, no departamento Saône-et-Loire. Estende-se por uma área de 15,91 km². Em 2010 a comuna tinha 215 habitantes (densidade: 13,5 hab./km²).